# Tipree
Der Tipree, auch Tiprih, war ein Gewichtsmaß in Bombay für Getreide, einschließlich Reis. Das Maß hatte regionale Ausnahmen.
- 1 Tipree = 158 ¾ Gramm
- 2 Tiprees = 1 Seer
- 15 Tiprees = 1 Adowlie (Ausnahme 48 Tiprees = 1 Adowlie)
- 300 Tiprees = 1 Parah (Ausnahme 128 Tiprees = 1 Parah)
- 1850 Tiprees = 1 Candy (Ausnahme 1024 Tiprees = 1 Candy = 44.400 Pariser Kubikzoll = 162,547 Kilogramm[1])
- 7400 Tiprees = 1 Morah/Murah